# Batalha dos Confeiteiros Brasil (2.ª temporada)
A segunda temporada do Batalha dos Confeiteiros Brasil, um talent show brasileiro, estreou em 18 de abril de 2018, exibido pela RecordTV em parceria com a Discovery Home & Health. Com apresentação do confeiteiro Buddy Valastro, a temporada conta com 16 participantes, com o objetivo de ser escolhido por Buddy para comandar uma filial da Carlo's Bakey no Brasil.

## Formato
Em cada episódio ocorrem dois desafios: o Desafio do Confeiteiro e o Desafio de Eliminação.
- Desafio do Confeiteiro: Provas geralmente individuais onde o vencedor ganha determinada vantagem no Desafio de Eliminação.
- Desafio de Eliminação: Disputado em grupos. A equipe perdedora do Desafio tem um de seus integrantes eliminados.

## Participantes
Fonte:
As informações referentes à idade e ocupação dos participantes estão de acordo com o momento em que ingressaram no programa.
As datas de eliminação são os dias em que os episódios foram originalmente ao ar.
| Participante         | Idade | Origem               | Resultado                             | Resultado |
| -------------------- | ----- | -------------------- | ------------------------------------- | --------- |
| Iara Cavalcanti      | 30    | Aracaju - SE         | Vencedora em 11 de julho de 2018      |           |
| Luiz Toledo          | 38    | São Paulo - SP       | 2.º lugar em 11 de julho de 2018      |           |
| Manuela Weyne (Manu) | 28    | Fortaleza - CE       | 12.ª eliminada em 4 de julho de 2018  |           |
| Rita Santos          | 39    | Manaus - AM          | 11ª eliminada em 27 de junho de 2018  |           |
| Cleverson Penna      | 35    | Junqueirópolis - SP  | 10.º eliminado em 20 de junho de 2018 |           |
| Tati Benazzi         | 46    | São Paulo - SP       | 9.ª eliminada em 13 de junho de 2018  |           |
| Elisabeth Teodoro    | 54    | São Paulo - SP       | 8.ª eliminada em 6 de junho de 2018   |           |
| Igor Xavier          | 35    | São Paulo - SP       | 7.º eliminado em 6 de junho de 2018   |           |
| Giovanni Lo Grasso   | 30    | Marsala - Itália     | 6.º eliminado em 30 de maio de 2018   |           |
| Ícaro Lobo           | 27    | Salvador - BA        | 2.º desistente em 23 de maio de 2018  |           |
| Vinícius Costa       | 31    | Duque de Caxias - RJ | 5.º eliminado em 16 de maio de 2018   |           |
| James Lhu            | 44    | Singapura            | 1.º desistente em 9 de maio de 2018   |           |
| Alê Peruzzo          | 27    | São Paulo - SP       | 4.ª eliminada em 2 de maio de 2018    |           |
| Suyan Lolas          | 39    | Rio de Janeiro - RJ  | 3.ª eliminada em 2 de maio de 2018    |           |
| Ineu Oliveira        | 45    | Rondonópolis - MT    | 2.º eliminado em 25 de abril de 2018  |           |
| Dominique Conceição  | 25    | Canoinhas - SC       | 1.ª eliminada em 18 de abril de 2018  |           |

### Progresso
| Posição | Confeiteiro | Individual | Individual | Individual | Individual | Individual | Individual | Individual | Individual | Individual | Individual | Individual | Individual | Individual | Individual | Individual | Individual | Individual | Individual | Individual | Individual | Individual | Individual | Individual | Final     |  |
| Posição | Confeiteiro | 1.01       | 1.01       | 1.02       | 1.02       | 1.03       | 1.03       | 1.04       | 1.04       | 1.05       | 1.05       | 1.06       | 1.06       | 1.07       | 1.07       | 1.08       | 1.08       | 1.09       | 1.09       | 1.10       | 1.10       | 1.11       | 1.11       | 1.12       | 1.13      |  |
| Posição | Confeiteiro | DC         | DE         | DC         | DE         | DC         | DE         | DC         | DE         | DC         | DE         | DC         | DE         | DC         | DE         | DC         | DE         | DC         | DE         | DC         | DE         | DC         | DE         | DC         | DE        |  |
| ------- | ----------- | ---------- | ---------- | ---------- | ---------- | ---------- | ---------- | ---------- | ---------- | ---------- | ---------- | ---------- | ---------- | ---------- | ---------- | ---------- | ---------- | ---------- | ---------- | ---------- | ---------- | ---------- | ---------- | ---------- | --------- |  |
| 1       | Iara        | MD         | EVDE       | MD         | EVDE       | MD         | EVDE¹      | MD         | EVDE       | MD         | EVDE       | MD         | Equipe 1   | VDC        | SMEDE      | MD         | Equipe 1   | VDC        | EVDE       | MD         | EPDE       | MD         | EPDE       | MD         | VENCEDORA |  |
| 2       | Luiz        | MD         | EVDE       | VDC        | EVDE       | MD         | EVDE²      | MD         | EVDE       | MD         | EPDE       | MD         | Equipe 1   | VDC        | EPDE       | MD         | Equipe 2   | MD         | EPDE       | MD         | EVDE       | MD         | EVDE       | VDC        | 2º LUGAR  |  |
| 3       | Manu        | MD         | SMEDE      | MD         | SMEDE      | MD         | EVDE¹      | MD         | TMEDE      | MD         | EPDE       | MD         | Equipe 2   | VDC        | EVDE       | VDC        | Equipe 1   | MD         | EPDE       | MD         | EVDE       | MD         | EVDE       | Eliminada  |           |  |
| 4       | Rita        | MD         | EPDE       | MD         | EPDE       | MD         | EVDE¹      | MD         | TMEDE      | MD         | EVDE       | MD         | Equipe 1   | MD         | EVDE       | MD         | Equipe 2   | MD         | EVDE       | MD         | EVDE       | VDC        | Eliminada  |            |           |  |
| 5       | Cleverson   | MD         | EVDE       | MD         | EVDE       | MD         | EPDE       | MD         | SMEDE      | MD         | EVDE       | MD         | Equipe 2   | MD         | SMEDE      | MD         | Equipe 2   | MD         | EVDE       | VDC        | Eliminado  |            |            |            |           |  |
| 6       | Tati        | MD         | TMEDE      | MD         | EVDE       | MD         | EVDE²      | MD         | SMEDE      | MD         | EPDE       | MD         | Equipe 2   | MD         | SMEDE      | MD         | Equipe 1   | VDC        | Eliminada  |            |            |            |            |            |           |  |
| 7       | Elisabeth   | MD         | TMEDE      | MD         | EPDE       | VDC        | EPDE       | MD         | SMEDE      | MD         | EVDE       | VDC        | Equipe 2   | MD         | EPDE       | MD         | Eliminada² |            |            |            |            |            |            |            |           |  |
| 8       | Igor        | MD         | EVDE       | MD         | SMEDE      | MD         | EVDE¹      | MD         | TMEDE      | VDC        | EPDE       | MD         | Equipe 1   | MD         | EVDE       | MD         | Eliminado¹ |            |            |            |            |            |            |            |           |  |
| 9       | Giovanni    | MD         | SMEDE      | MD         | EVDE       | MD         | EVDE¹      | MD         | EVDE       | MD         | EPDE       | MD         | Equipe 2   | MD         | Eliminado  |            |            |            |            |            |            |            |            |            |           |  |
| 10      | Ícaro       | MD         | TMEDE      | MD         | EPDE       | MD         | EVDE²      | VDC        | EPDE       | MD         | EVDE       | MD         | Desistente |            |            |            |            |            |            |            |            |            |            |            |           |  |
| 11      | Vinícius    | MD         | SMEDE      | MD         | EPDE       | MD         | EPDE       | VDC        | EPDE       | MD         | Eliminado  |            |            |            |            |            |            |            |            |            |            |            |            |            |           |  |
| 12      | James       | MD         | SMEDE      | MD         | SMEDE      | MD         | EVDE²      | VDC        | Desistente |            |            |            |            |            |            |            |            |            |            |            |            |            |            |            |           |  |
| 13      | Alê         | VDC        | EPDE       | MD         | EPDE       | MD         | Eliminada  |            |            |            |            |            |            |            |            |            |            |            |            |            |            |            |            |            |           |  |
| 14      | Suyan       | MD         | EPDE       | MD         | SMEDE      | MD         | Eliminada  |            |            |            |            |            |            |            |            |            |            |            |            |            |            |            |            |            |           |  |
| 15      | Ineu        | MD         | TMEDE      | MD         | Eliminado  |            |            |            |            |            |            |            |            |            |            |            |            |            |            |            |            |            |            |            |           |  |
| 16      | Dominique   | MD         | Eliminada  |            |            |            |            |            |            |            |            |            |            |            |            |            |            |            |            |            |            |            |            |            |           |  |

Legenda
(DC) Desafio do Confeiteiro
(DE) Desafio de Eliminação
     (VENCEDOR) Vencedor da competição
     (2.º LUGAR) Segundo lugar
     (VDC) Vencedor do Desafio do Confeiteiro
     (MD) Médio rendimento no Desafio do Confeiteiro
         (Equipe 1/Equipe 2) Quando não houver anuncio de equipe vencedora/perdedora do Desafio de Eliminação
     (EVDE) Equipe vencedora do Desafio de Eliminação
     (SMEDE) Segunda melhor equipe no Desafio de Eliminação
     (TMEDE) Terceira melhor equipe no Desafio de Eliminação
     (EPDE) Equipe perdedora do Desafio de Eliminação
     Eliminado
     Desistente

## Audiência
Os dados são providos pelo IBOPE e se referem ao público da Grande São Paulo.
| Episódio    | Data                | Audiência (em pontos) | Ref.   |
| ----------- | ------------------- | --------------------- | ------ |
| 1           | 18 de abril de 2018 | 6,3                   | [ 2 ]  |
| 2           | 25 de abril de 2018 | 6,6                   | [ 3 ]  |
| 3           | 2 de maio de 2018   | 6,5                   | [ 4 ]  |
| 4           | 9 de maio de 2018   | 7,5                   | [ 5 ]  |
| 5           | 16 de maio de 2018  | 7,0                   | [ 6 ]  |
| 6           | 23 de maio de 2018  | 7,1                   | [ 7 ]  |
| 7           | 30 de maio de 2018  | 8,0                   | [ 8 ]  |
| 8           | 6 de junho de 2018  | 8,2                   | [ 9 ]  |
| 9           | 13 de junho de 2018 | 7,2                   | [ 10 ] |
| 10          | 20 de junho de 2018 | 7,9                   | [ 11 ] |
| 11          | 27 de junho de 2018 | 7,7                   | [ 12 ] |
| 12          | 4 de julho de 2018  | 5,7                   | [ 13 ] |
| 13          | 11 de julho de 2018 | 6,8                   | [ 14 ] |
| Média Geral | Média Geral         | 7,1                   | —      |

- Em 2018, cada ponto representa 71,8 mil domicílios ou 201,1 mil pessoas na Grande São Paulo.